# Las Anorias
Las Anorias es una localidad española del municipio de Pétrola, perteneciente a la provincia de Albacete, en la comunidad autónoma de Castilla-La Mancha.

## Toponimia
El lugar puede encontrarse referido como Las Anorias y Anorias.

## Historia
Hacia mediados del siglo XIX, el lugar, una aldea ya por entonces perteneciente a Pétrola, tenía contabilizada una población de 72 habitantes. Aparece descrito en el segundo volumen del Diccionario geográfico-estadístico-histórico de España y sus posesiones de Ultramar de Pascual Madoz con las siguientes palabras:

ANORIAS: ald. en la prov. de Albacete, part. jud. de Chinchilla, térm. jurisd. y á 1 leg. al S. de Petrola (V.): con 24 vec., 72 hab. Todo el terrazgo que se destina á cereales, es del poseedor del mayorazgo de Petrola; á principios del siglo habia en su contorno espesos pinares, que han ido desapareciendo con incendios y talas: la rambla, que lleva el nombre de la ald., muy á propósito para la caza de torcaces y tórtolas, y que se prolonga desde las casas en direccion al S., como hasta 1/4 de leg., tiene en el principio un abundante manantial que surte al vecindario, y en el sistema de pastos adehesados fue abrevadero de los ganados de varias deh. de los propios de Chinchilla.
(Madoz, 1845, p. 322)

En 2023, la entidad singular de población tenía empadronados 122 habitantes y el núcleo de población, también 122.